# Liotryphon dentatus
Liotryphon dentatus är en stekelart som först beskrevs av Henry Keith Townes, Jr. 1960.  Liotryphon dentatus ingår i släktet Liotryphon och familjen brokparasitsteklar. Inga underarter finns listade i Catalogue of Life.